# Piechowice
Piechowice [pʲɛxɔˈvʲitsɛ] (deutsch Petersdorf) ist eine Stadt im Südwesten Polens. Sie liegt im Powiat Jeleniogórski der Woiwodschaft Niederschlesien am Fuß des Riesengebirges. Die Stadt gehört der Euroregion Neiße an.

## Geographie und Verkehr
Piechowice liegt im Hirschberger Tal zwischen dem Riesengebirge im Süden und den östlichen Ausläufern des Isergebirges im Westen. Es ist etwa zehn Kilometer südwestlich von Jelenia Góra und fünf Kilometer nordöstlich von Szklarska Poręba entfernt. Der Fluss Kamienna (Zacken) durchfließt die Stadt, durch welche auch die Fernstraße E 65 (Stettin–Prag) sowie die Bahnstrecke Jelenia Góra–Szklarska Poręba, früher Zackenbahn genannt, verlaufen. Höchster Berg im Stadtgebiet ist das Hohe Rad (polnisch Wielki Szyszak) mit 1509 m ü. NN, unmittelbar an der Grenze zu Tschechien im Süden. Im Gebiet liegen die Bobrowe Skały.

### Stadtgliederung
Zur Kernstadt Piechowice gehören außerdem noch die folgenden umliegenden Stadtteile:
- Górzyniec (Hartenberg)
- Michałowice (Kiesewald)
- Pakoszów (Wernersdorf)
- Piastów (Kaiserswaldau)

## Kultur und Sehenswürdigkeiten
Im Stadtgebiet liegen bedeutende Teile des Nationalparks Karkonoski Park Narodowy (KPN) („Nationalpark Riesengebirge“), beispielsweise die Schneegruben (Śnieżne Kotły) in 1200 bis 1450 m Höhe: zwei große eiszeitliche Gletscherkare mit kleinen Karseen und teils 200 Meter hohen Felswänden direkt unterhalb des Gebirgshauptkamms. Infolge der sonnengeschützten Lage hält sich der Schnee in diesen Karen bis weit in den Juni hinein.
Weitere Ausflugsziele sind der 13,5 m hohe Wodospad Szklarki (Kochelfall) sowie der Aussichtspunkt Złoty Widok („Goldene Aussicht“) westlich von Michałowice mit Ausblick auf die Nordseite des Riesengebirges. Östlich der Stadt liegt die Burgruine Chojnik (Kynast) auf einem steil abfallenden Fels. Weiterhin liegt am Rand des Stadtteils Wernersdorf in einem Park das Schloss Wernersdorf (Pałac w Pakoszowie), ein 1725 umgebautes Gebäude, das restauriert und im April 2012 als Hotel eröffnet wurde.
Siehe auch Liste der denkmalgeschützten Objekte in Piechowice
Obgleich nur eine Kleinstadt, hat Piechowice ein reges Kulturleben vorzuweisen. Zahlreiche bildende Künstler sind in der Stadt ansässig. Dazu kommen zwei Anfang der 1990er Jahre gegründete freie Bühnen im Stadtteil Michałowice: das Teatr Nasz, geleitet von Jadwiga und Tadeusz Kut, sowie das Teatr Cinema von Katarzyna Rotkiewicz-Szumska und Zbigniew Szumski, das überregionale und zunehmend auch internationale Beachtung findet.
Darüber hinaus werden in der Stadt vom Piechowicki Ośrodek Kultury regelmäßig kulturelle Veranstaltungen durchgeführt.

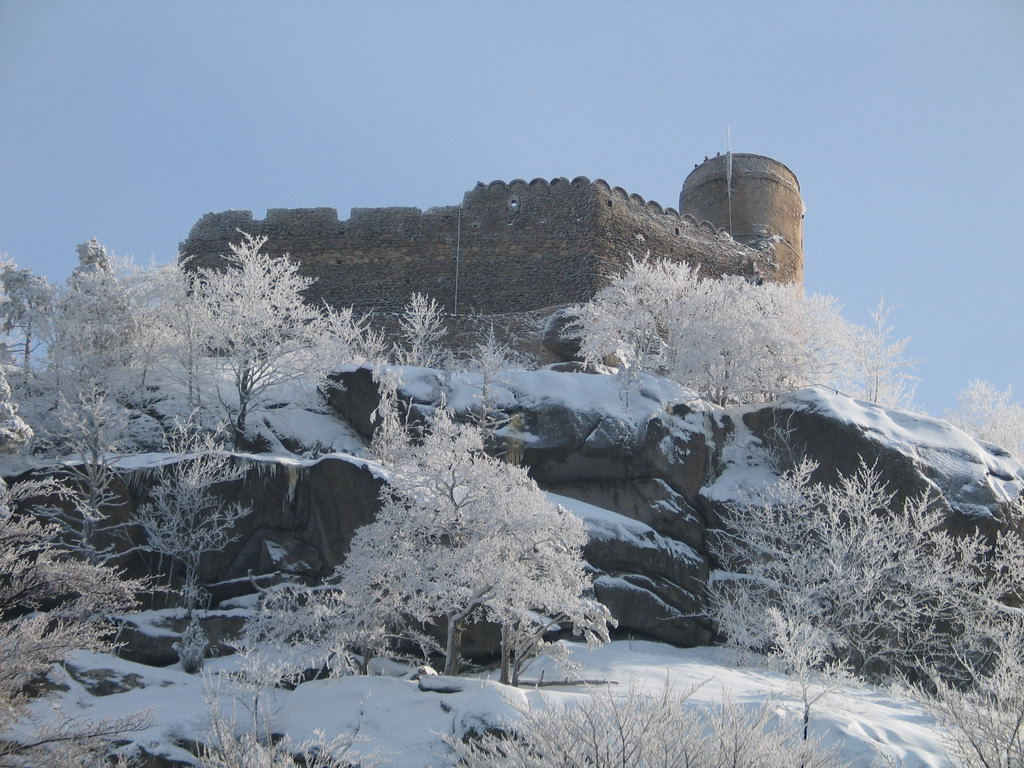
Burgruine Chojnik (Kynastburg)
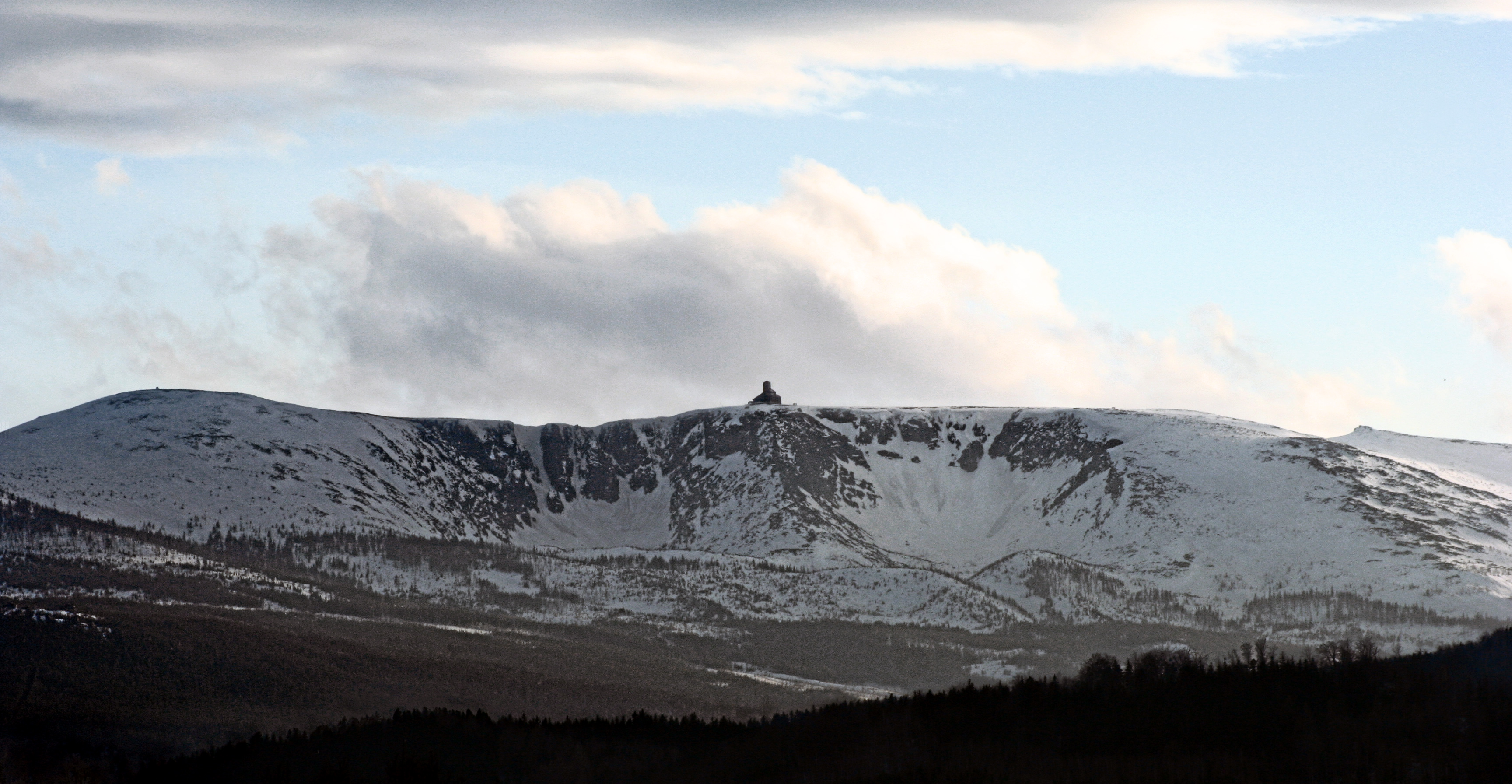
Hohes Rad (links) mit den beiden Schneegruben, dazwischen auf dem Kamm die Schneegrubenbaude
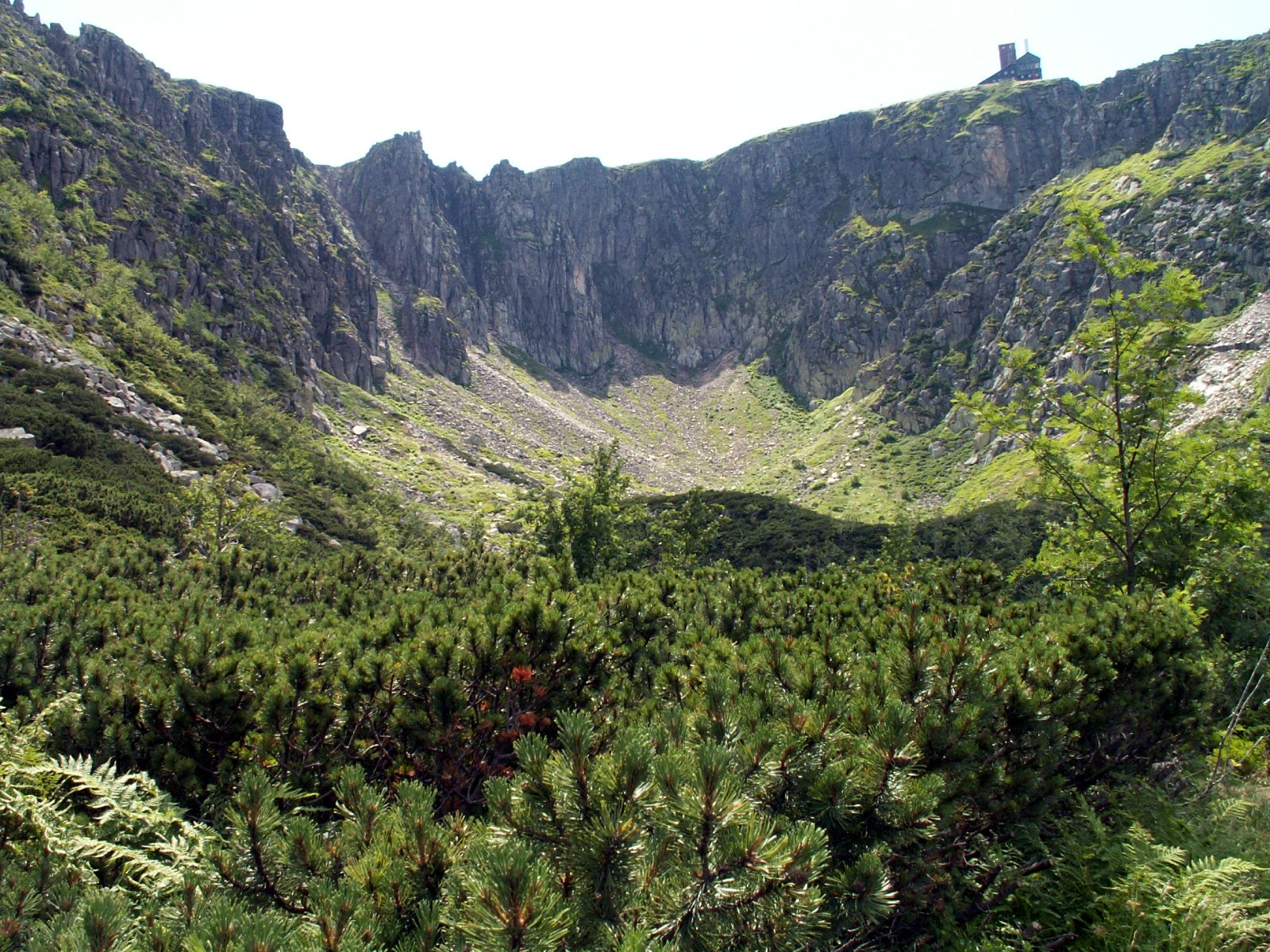
Blick in die Große (östliche) Schneegrube und zur Schneegrubenbaude

## Persönlichkeiten
- Fritz Heckert (1837–1887), deutscher Glasfabrikant, Gründer der Glasraffinerie Petersdorf
- Johannes Rascher (1904–2006), deutscher Architekt
- Gerhard Kluge (1934–2011), deutscher Physiker
- Hans-Christoph Hoppensack (1939–2023), deutscher Jurist und Politiker (SPD)
- Konrad Badacz (* 2003), polnischer Biathlet

## Weitere Persönlichkeiten
- Johann Tobias Volkmar (1718–1787), deutscher evangelischer Pastor und Geograph; verfasste eine wissenschaftliche Beschreibung des Riesengebirges
- Paweł Trybalski (* 1937 in Hostynne nahe Zamość), polnischer Maler und Grafiker. Stellt weltweit aus und lebt seit 1989 im Stadtteil Michałowice